# Zetel
Zetel település Németországban, azon belül Alsó-Szászország tartományban. Lakosainak száma 12 318 fő (2023. december 31.). Zetel Sande, Bockhorn, Westerstede, Friedeburg és Uplengen községekkel határos.

## Népesség
A település népességének változása:
| Lakosok száma | 11 684 | 11 715 | 11 720 | 11 981 | 12 233 | 12 318 |
|               | 2016   | 2017   | 2019   | 2021   | 2022   | 2023   |